# Манкејто (Канзас)
Манкејто (енгл. Mankato) град је у америчкој савезној држави Канзас.

## Демографија
По попису из 2010. године број становника је 869, што је 107 (-11,0%) становника мање него 2000. године.
| Група             | 2000.       | 2010.       |
| Белци             | 957 (98,1%) | 837 (96,3%) |
| Афроамериканци    | 0 (0,0%)    | 3 (0,3%)    |
| Азијати           | 1 (0,1%)    | 4 (0,5%)    |
| Хиспаноамериканци | 9 (0,9%)    | 9 (1,0%)    |
| Укупно            | 976         | 869         |